# Kirker i Sønderborg Amt
Sønderborg Amt var et amt før Kommunalreformen i 1970.
Kirkerne i Sønderborg Amt fordeler sig i de tre herreder

## Als Nørre Herred
- Egen Kirke
- Havnbjerg Kirke
- Nordborg Kirke
- Vor Frue Kirke – Oksbøl Sogn
- Svenstrup Kirke

## Als Sønder Herred
- Asserballe Kirke
- Augustenborg Slotskirke
- Hørup Kirke
- Sankt Johannes Kirke – Kegnæs Sogn
- Ketting Kirke
- Lysabild Kirke
- Sønderborg – Christianskirken
- Sønderborg – Sankt Marie Kirke
- Sønderborg – Ulkebøl Kirke
- Tandslet Kirke
- Vor Frue Kirke Notmark Sogn

## Nybøl Herred
- Broager Kirke
- Dybbøl Kirke
- Egernsund Kirke
- Nybøl Kirke
- Sottrup Kirke
- Ullerup Kirke